# Liebe auf Persisch
Liebe auf Persisch (persisch عشق به سبک فارسی) ist ein deutsches romantisches Roadmovie unter der Regie von Florian Baxmeyer aus dem Jahr 2018.

## Handlung
Robert Leitner ist ein junger steifer deutscher Recyclingfachmann, der sich mit seinem Vater Achim zerstritten hat. Dann ist sein Vater verschwunden. Seine Mutter meint, er sei in den Iran gereist, um eine alte Rechnung einzutreiben und somit ihre Firma vor der Insolvenz zu retten.
Daraufhin macht sich Robert auf Bitten seiner Mutter auf den Weg in den Iran. Dort wird er von Shirin, einer iranischen Deutschlehrerin, begrüßt. Ihre Tante Mehrnaz hatte damals die Webmaschinen gekauft und dann nicht bezahlt. Bald findet Robert heraus, dass sein Vater häufiger im Iran und dort ein anderer Mensch war.
Dann taucht Achim  wieder zu Hause auf. Robert bleibt trotzdem im Iran, um von Mehrnaz mehr über seinen Vater zu erfahren. Da Robert und Shirin nicht gemeinsam zu Mehrnaz nach Kaschan reisen dürfen, konvertiert Robert zuerst zum Islam und heiratet dann Shirin auf Zeit.
Auf der Reise kommen sich die beiden näher. Shirin, die selbst von den deutschen Dichtern Schiller und Goethe begeistert ist, zeigt Robert etwas von der iranischen Kultur. Robert dagegen ist zurückhaltend. Als Robert erfährt, dass Shirin bereits verlobt ist, ist er enttäuscht.
Inzwischen ist Achim ebenfalls in den Iran und nach Kaschan gereist.  Mehrnaz fordert die im Ehevertrag vereinbarten 100.000 Euro Brautgeld für Shirin, da Achim sich weigert, den gemeinsamen Sohn Roshan kennen zu lernen. Daraufhin stiehlt Achim  zwei wertvolle Teppiche und will mit seinem Sohn fliehen. Als Robert dies erfährt, gibt er Mehrnaz die Teppiche zurück. Sein Halbbruder Roshan begleitet ihn und Achim zum Flughafen. Dort werden sie von Mehrnaz und Shirin eingeholt. Shirin hat bei der Hochzeit nein gesagt.

## Produktion
Produziert wurde der Film unter dem Namen „Grüß Gott, Persien“. Der Film war die erste ausländische Produktion im Iran seit 1978. Die Dreharbeiten fanden zwischen 5. September und 13. Oktober 2017 in Teheran, Kaschan und München statt. Verschiedene Szenen, die im Iran spielen, wie der Sprung in den Pool und die gemeinsame Bettszene wurden in Deutschland gedreht. Für das iranische Fernsehen wurde eine alternative Schnittversion erstellt.
Erstmals gezeigt wurde der Film auf dem Festival des deutschen Films in Ludwigshafen am Rhein. Der Film wurde am Freitag, den 19. Oktober 2018, erstmals in der ARD auf dem Sendeplatz Endlich Freitag im Ersten ausgestrahlt.

## Kritik
TV Spielfilm fand, „die romantische Culture-Clash-Story ist dünn wie ein persischer Seidenfaden. Von Land, Kultur und Menschen erfährt man wie gewohnt in solchen seichten ‚Endlich Freitag‘-Filmchen der Degeto-Produktion so gut wie nichts, einige Bräuche und Gepflogenheiten der iranischen Gesellschaft werden sogar verdreht. Zudem ist es schade, dass der geschätzte Felix Klare spielt, als stünde er nicht in einer ihm fremden, spannenden Welt, sondern in einer deutschen Fußgängerzone. – Sebastian Orlac, Autor dieses ‚Unterhaltungsfilms‘ arbeitet derweil an einer ernsthafteren Geschichte, die im Iran spielt.“

„Mona Pirzad ist goldig, sonst glänzt wenig.“

Kritiker Rainer Tittelbach bewertet den Film weit positiver:
„Die Reise [nach Teheran] wird im Schlussdrittel zu einem emotionalen Vater-Sohn-Ding, bis dahin aber ist dieser Degeto-Film des Krimi-Experten Florian Baxmeyer nach einem Drehbuch von Sebastian Orlac eine vorzüglich getimte Screwball-Cultureclash-Komödie mit starken Road-Movie-Elementen und einer vorzüglichen Bildgestaltung, in dessen Mittelpunkt das junge Paar steht. Der gewitzte Schlagabtausch hat Tempo, Felix Klare, erstmals in einer reinrassigen Komödie zu sehen, meistert dieses Rollenfach überzeugend, auch die Deutsch-Iranerin Mona Pirzad ist eine ideale Besetzung, und die Unfreiheit iranischer Frauen in Beruf und Liebesdingen hat die ARD genregemäß in die Handlung eingebaut.“